# Clossbucht
Die Clossbucht ist eine Nebenbucht der Terra Nova Bay an der Scott-Küste des ostantarktischen Viktorialands. Sie liegt zwischen dem Oscar Point sowie Markham Island im Nordwesten und Kap Washington im Südosten.
Wissenschaftler der deutschen Expedition GANOVEX III (1982–1983) nahmen ihre Benennung vor. Namensgeber ist der deutsche Geophysiker Hans Closs (1907–1982).